# Pantheon
Pantheon (z řec. Πάνθεον; pan – vše a theoi – bohové) je starověký kruhový chrám v Římě původně zasvěcený všem bohům a od roku 609 zasvěcený Panně Marii mučedníků (italsky Santa Maria dei Martiri či ad Martyres z latinského Sancta Maria ad Martyres, někdy Santa Maria Rotonda či jen La Rotonda). Patří k nejvýznamnějším a nejzachovalejším antickým chrámům a stavbám vůbec. Stojí na Piazza della Rotonda ve čtvrti Pigna.

## Historie

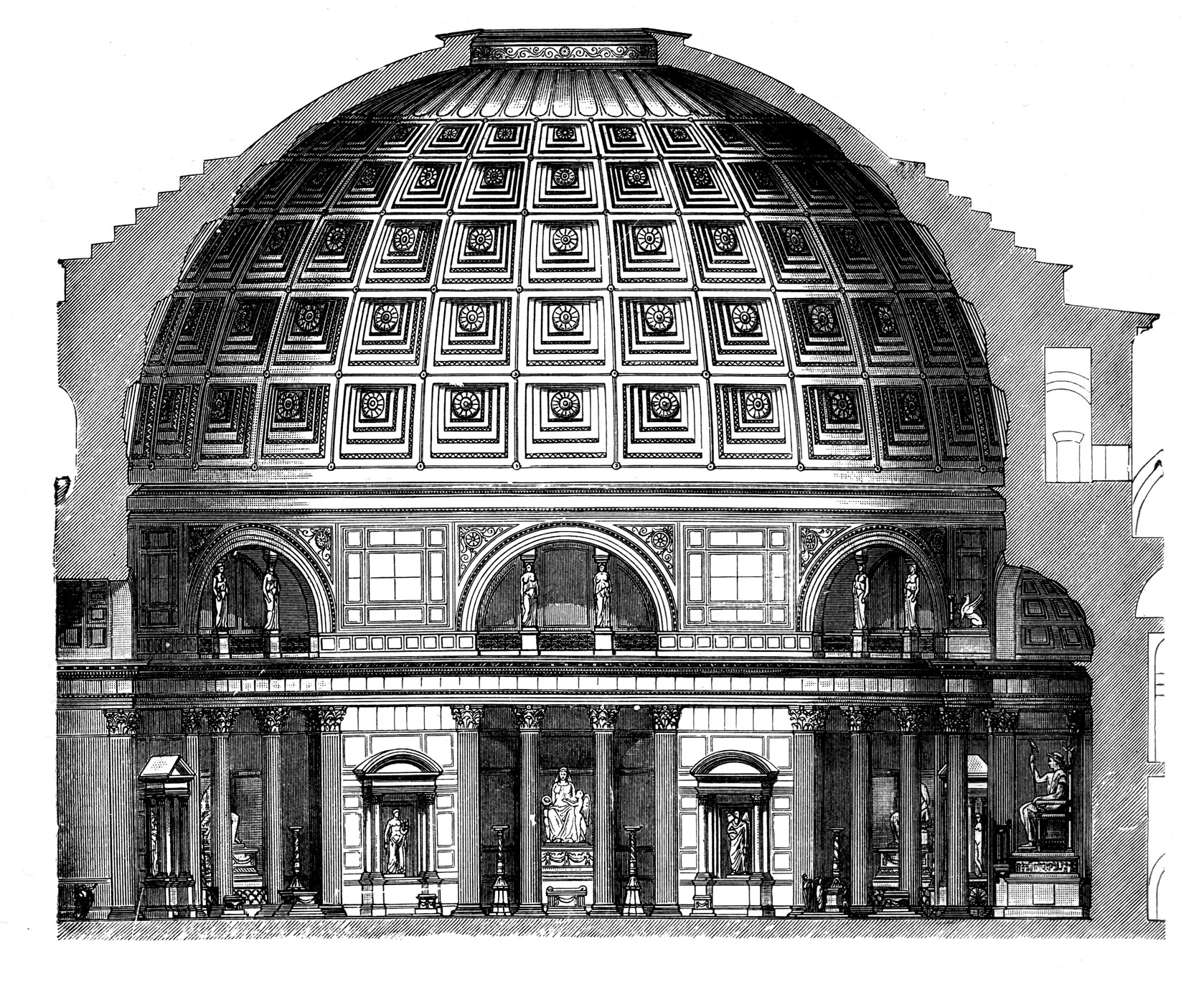
Průřez pantheonem, kresba z konce 19. století

Chrám dal postavit Marcus Vipsanius Agrippa (zeť a nejbližší spolupracovník císaře Augusta) v době svého třetího konzulátu v letech 29 až 19 př. n. l., a to patrně v podobě baziliky jako svoji soukromou svatyni. Po roce 80 n. l. byl chrám – snad po požáru – obnoven za císaře Domitiána. Dnešní kruhová podoba Pantheonu pochází z doby Hadriánovy († 138), který jej dal po požáru v roce 123 přestavět. Autor přestavby není znám, někteří se domnívají, že to byl Apollodóros z Damašku († kolem 130). Kopule a strop předsíně byly pokryty bronzovými pozlacenými střešními taškami s reliéfy. Roku 202 byl chrám opraven císaři Septimiem Severem a Caracallou, jak o tom svědčí malý, dnes sotva čitelný nápis na architrávu. 
Od 5. století chrám pustl, až jej východořímský císař Fokas věnoval papeži. Roku 609 byl chrám zasvěcen Panně Marii a mučedníkům, jejichž ostatky byly prý z katakomb převezeny a pohřbeny pod podlahou. Tak se chrám zachránil před zničením, které postihlo tolik jiných starověkých staveb. Nicméně roku 663 dal císař Konstans II. sejmout bronzové tašky z kopule, tašky z předsíně dal sejmout až papež Urban VIII. v 17. století. Za něho byly také doplněny chybějící sloupy v portiku a středověká zvonice nahrazena dvěma malými věžičkami, které se mylně připisují Berninimu. Ty byly sneseny za velké opravy v 19. století, kdy bylo také doplněno mramorové obložení a podlaha.

## Popis

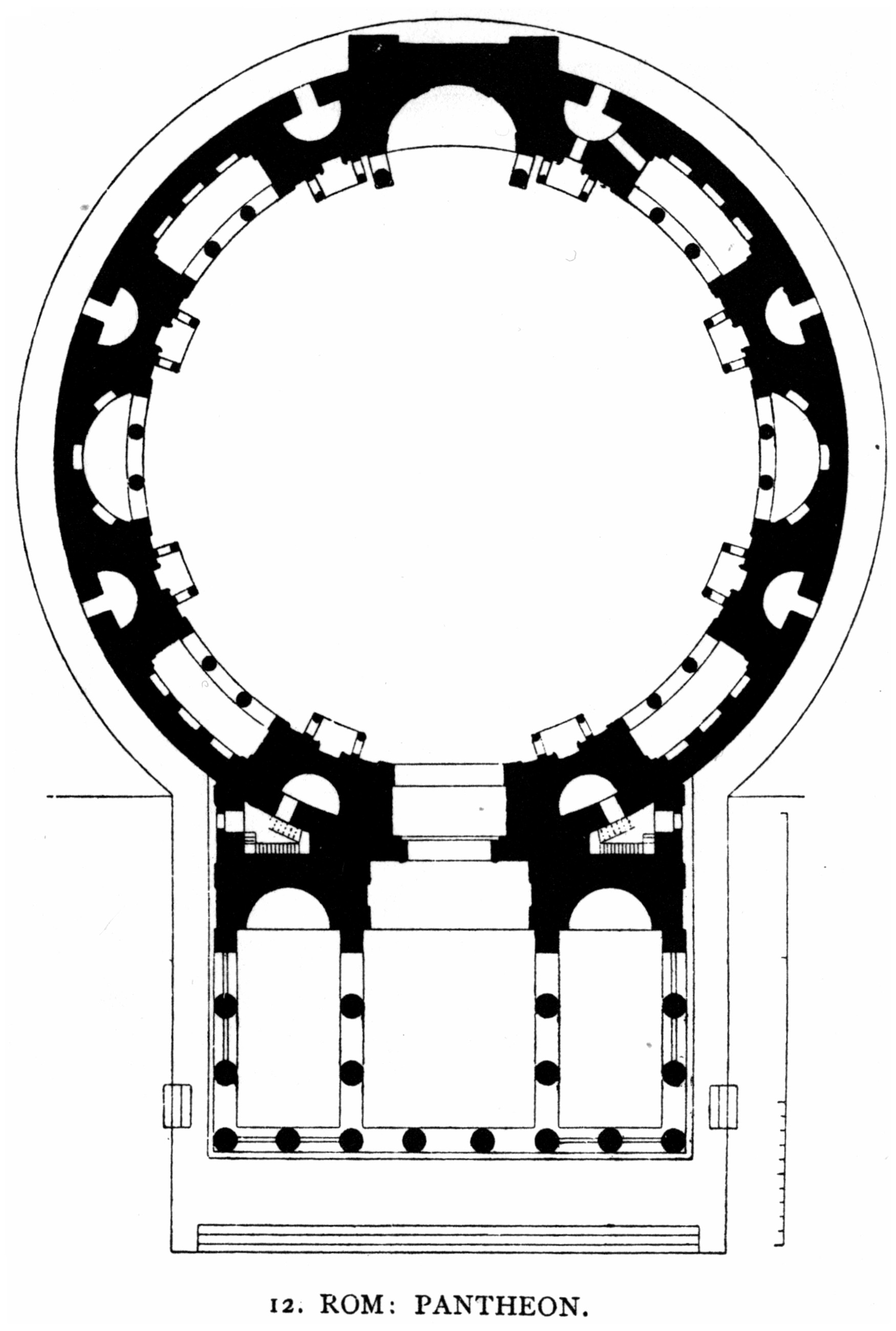
Půdorys

Vstup do chrámu tvoří mohutný portikus s 16 žulovými sloupy s korintskými hlavicemi, který je jedinou dochovanou částí původní Agrippovy stavby (kromě tří sloupů vlevo, které jsou replikou ze 17. století). Sloupy pocházejí z Egypta, jsou 12 m vysoké a každý váží asi 60 t. Jsou seřazeny do tří řad, přičemž v první je 8 sloupů, ve zbývajících dvou vždy po 4 sloupech. Na vlysu je nápis zvěčňující zakladatele chrámu: M AGRIPPA L F COS TERTIVM FECIT, čili M(arcus) Agrippa L(ucii)F(ilius) CO(n)S(ul) TERTIVM FECIT (česky: „Postavil Marcus Agrippa, syn Lucia, potřetí zvolený konzulem“).
Vlastní chrám tvoří velká kruhová aula o stejném průměru a výšce 43,22 m (150 římských stop) zakrytá polokulovitou klenbou, v jejímž středu je otvor (okulus) o průměru 9 m, zdroj přirozeného světla v chrámu. Na stavbu kopule byl pravděpodobně vůbec poprvé použit litý pucolánový beton. Kopule ovšem nemá armatury, je zevnitř vylehčena pěti řadami kazet (lichoběžníkovitých zahloubení), v betonu jsou keramické nádoby a kusy pemzy, přesto váží asi 4 500 t. Mimořádně silné obvodové zdi (6,4 m) jsou z cihel a v síle zdiva je po obvodě sedm výklenků: hlavní v ose a tři po každé straně s představenými sloupy. Mramorová podlaha je mírně vypuklá, jednak kvůli odtoku vody, ale také z optických důvodů: díky perspektivě vypadá prostor větší. Původní mramorová výzdoba se zachovala zhruba z padesáti procent. Zbylé mramory (včetně podlahy) jsou věrnou replikou.

## Čestné pohřebiště
Od 16. století se v chrámě pohřbívaly významné osobnosti. Chrám sloužil také jako národní a později internacionální mauzoleum. Jsou zde pohřbeni mj. Raffael Santi a jeho snoubenka, skladatel Arcangelo Corelli, architekti Baldassare Peruzzi a Jacopo Barozzi da Vignola nebo malíř Anton Raphael Mengs. Jsou zde také první italští králové Viktor Emanuel II. a Umberto I.

## Centrum umělců
V roce 1542 se kaple sv. Josefa v Pantheonu stala centrem pro nově vzniklou Kongregaci svatého Josefa ze Svaté země, jejímž cílem byl rozvoj umění a literatury v souznění s podporou křesťanství. V 17. století byly zahájeny pravidelné umělecké výstavy pod portikem Pantheonu, které vyvolaly značný ohlas. Konaly se vždy okolo 19. března, v době svátku sv. Josefa, který je patronem kongregace. V roce 1928 byla kongregace přejmenována na Papežskou akademii výtvarných umění a literatury, která v Pantheonu částečně sídlí až do současnosti.
V podkroví nad portikem Pantheonu je umístěno malé muzeum obrazů, soch a kreseb 16.–20. století, vytvořené ze sbírek akademie. Muzeum prezentuje své sbírky on-line i prostřednictvím virtuální návštěvy.

## Význam

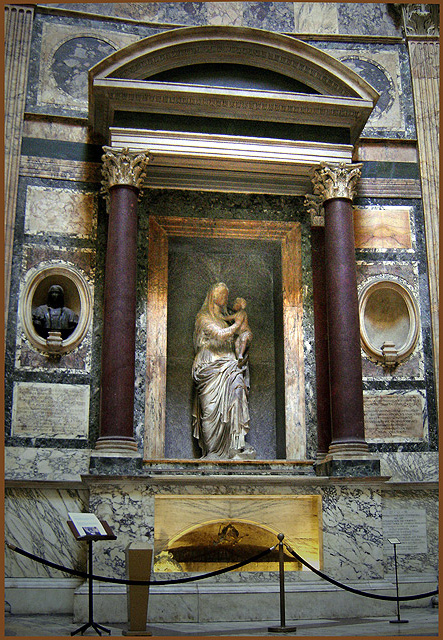
Raffaelova hrobka

Od starověku se Pantheon považoval za jedinečnou stavbu. Před ním byla největší kupolí zaklenutou stavbou na světě tzv. Atreova pokladnice v Mykénách (ta ovšem měla přečnělkovou klenbu, tj. nepravou). Pantheon si pak toto prvenství podržel až do roku 1913, kdy byla v tehdy německé Vratislavi postavena Jahrhunderthalle (Hala století) s kupolí o průměru 69 metrů. Do té doby jediné dvě stavby, jejichž kupole se té pantheonské výrazně rozměrově přiblížily, byla osmiboká kupole katedrály Santa Maria del Fiore ve Florencii (41,97 m, dostavěna 1434) a kupole svatopetrské baziliky (42,56 m, dostavěna 1590).
Pantheon pak sloužil jako vzor pro mnoho slavnostních veřejných staveb, zejména od poloviny 18. století. Chrám od raně křesťanské doby dodnes slouží jako významný katolický kostel a oblíbené místo církevních slavností i svateb.

## Další významy
Pantheon či panteon v přeneseném slova smyslu označuje
- společenství všech bohů uznávaných či uctívaných určitou společností.
- místo odpočinku – pohřebiště velkých osobností jednoho národa, jako mauzoleum, například Panthéon de Paris.
- památník velkých osobností jednoho národa s jejich monumentálním vyobrazením, například Panteon Národního muzea v Praze nebo Památník Walhalla v Řezně.
- české nakladatelství dobrodružné a detektivní literatury se sídlem v Turnově[7],